# 梅莉塔·布伦纳
梅莉塔·布伦纳（德語：Melitta Brunner，1907年1月28日—2003年5月26日），奥地利女子花样滑冰运动员。她曾代表奥地利参加1928年冬季奥林匹克运动会花样滑冰比赛，搭档路德维希·弗雷德获得双人滑铜牌。